# Jürgen Zeltinger

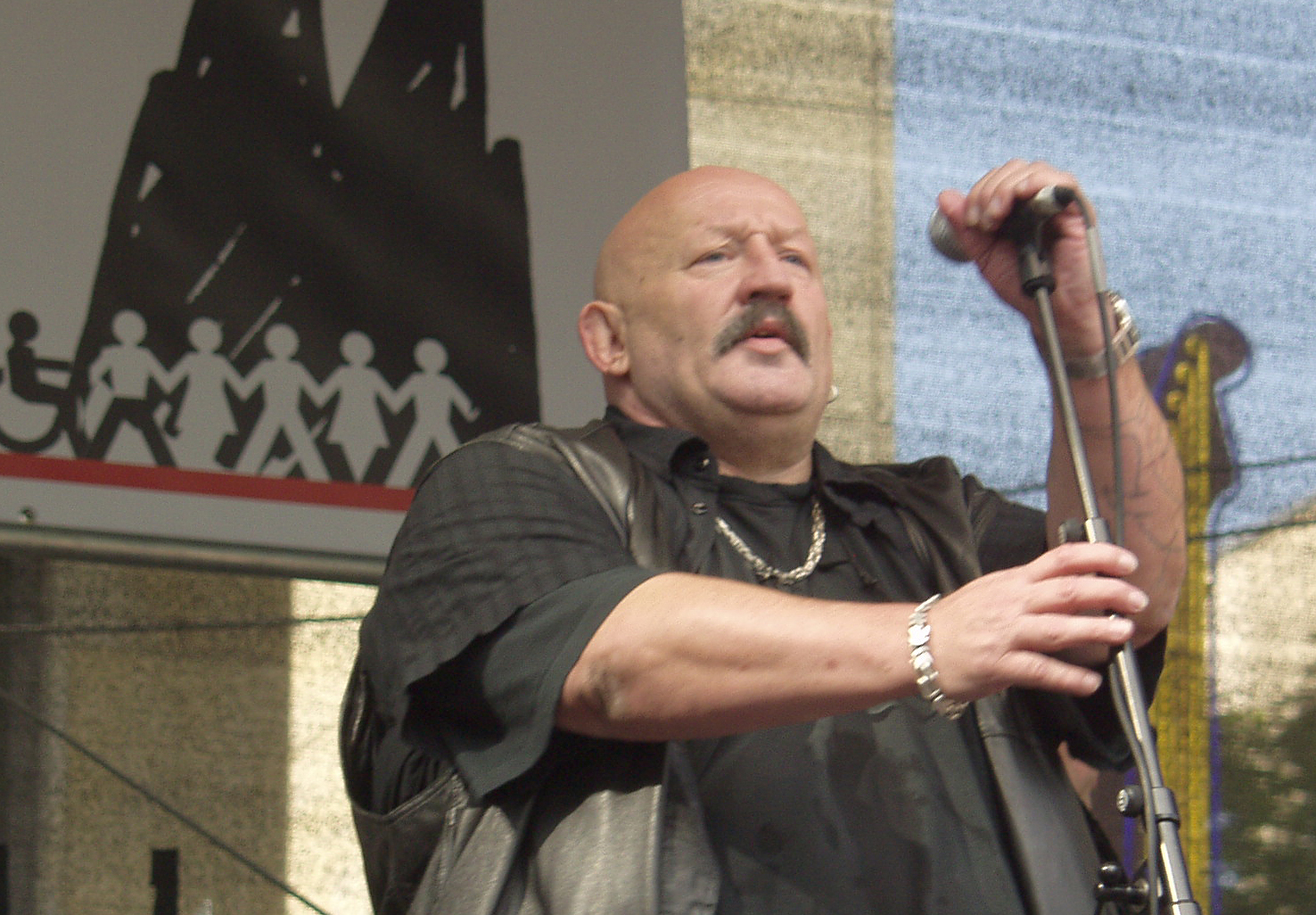
Jürgen Zeltinger (2008)

Jürgen Zeltinger (* 25. Mai 1949 in Altenkirchen als Hans Jürgen Maria Zeltinger) ist ein deutscher Rockmusiker, der eng mit Köln verbunden ist. Er wurde als Gründer und Frontmann der nach ihm benannten Zeltinger Band bekannt, die in den 1980er-Jahren ihre größten Erfolge hatte. Zeltinger, der wegen seiner Glatze auch „De Plaat“ (kölsch für Die Platte, bzw. Die Glatze) genannt wird, gilt als einer der ersten Protagonisten des Kölschrock. Er stilisierte sich auf der Bühne und in seinen Liedern vielfach zum Asozialen – einer seiner ersten Erfolge war das Lied Asi mit Niwoh – und brachte die Homosexualität in den Hardrock.

## Biografie
Zeltingers Vater Paul (1921–1989) war Anstreicher, die Mutter Anneliese (1921–2006) Verkäuferin. Beide waren vor dem Zweiten Weltkrieg in Köln ansässig. Während des Krieges zogen sie nach Altenkirchen, wo Jürgen Zeltinger 1949 geboren wurde. In den 1950er-Jahren zog die Familie zurück nach Köln, und Zeltinger wuchs in der Südstadt und in Longerich auf. Zeitweise wurde er in einem Heim erzogen. Er beschreibt das Verhältnis zu seinem Vater rückblickend als problematisch: Er habe keine schöne Kindheit gehabt; der Vater habe ihn häufig geschlagen. Nach der Schule begann Zeltinger eine Lehre als Automechaniker, die er ohne Abschluss abbrach. Nach Zeltingers Aussage war er von seinem Lehrherrn geohrfeigt worden, woraufhin er diesen k. o. geschlagen habe.
In den 1970er-Jahren gehörten Heiner Lauterbach und Wolfgang Niedecken zu Zeltingers engerem Umfeld. Zeltinger ging keiner geregelten Arbeit nach und finanzierte seinen Lebensunterhalt zeitweise mit Betäubungsmittelhandel. Er wurde dafür und wegen anderer Delikte – eine Quelle gibt unter anderem Steuerhinterziehung und Diebstahl an – mehrfach verurteilt. Nachdem Zeltinger als Teenager nach eigenen Angaben Homosexuelle abgelehnt und sich auch an homophoben Übergriffen beteiligt hatte, lebt er seit den 1970er-Jahren selbst offen schwul. In einem Interview bezeichnete Zeltinger sich später als bisexuell. Zeltinger positioniert sich öffentlich gegen Rechtsextremismus; 1992 wirkte er beispielsweise am Kölner Projekt Arsch huh, Zäng ussenander mit.
Zeltinger lebt in Köln. Anfang 2024 musste er sich wegen einer Krebserkrankung einer Operation unterziehen; eine geplante Tournee wurde daraufhin abgesagt.

## Zeltinger als Musiker

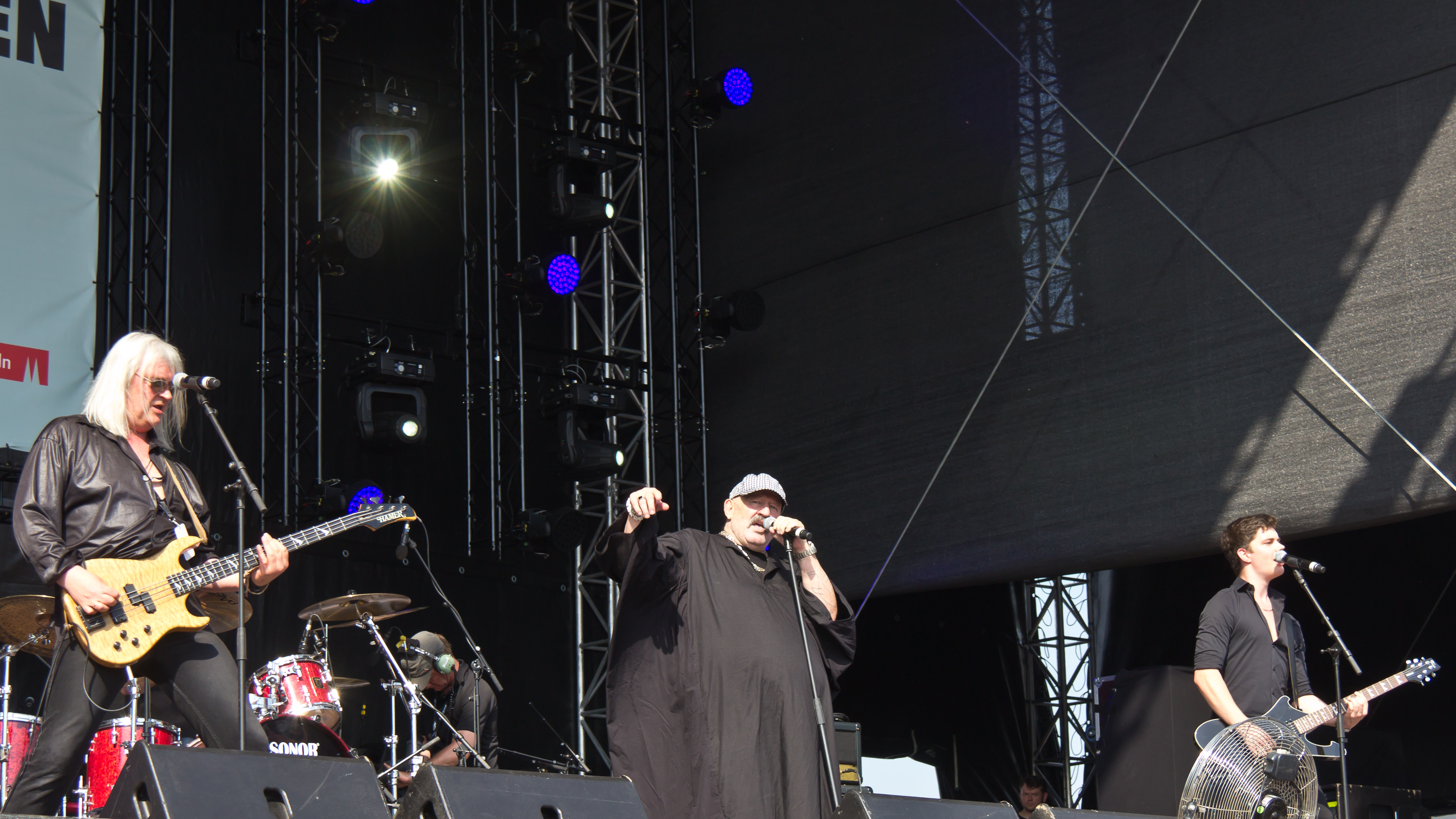
Jürgen Zeltinger mit der Zeltinger Band (2014)

1979 gründete er die Zeltinger Band, deren Frontmann und Sänger er ist. Im August brachte Ariola das erste Album der Gruppe heraus, an das sich ein gutes Dutzend weiterer Alben anschloss, ergänzt durch einige Soloalben Zeltingers.
Zeltinger singt auf Kölsch. In vielen Fällen ist er auch der Autor der Lieder seiner Band. Die Zeltinger-Songs werden oft als sozialkritisch beschrieben: Zeltinger singe, was viele denken, und er singe es so, dass die Leute lachen können. Bei Zeltinger wird Rockaway Beach von den Ramones zu Müngersdorfer Stadion, einer „Arbeitslosen-Hymne“, in der sich ein beschäftigungsloser Mann von der KVB schwarz ins Freibad am örtlichen Fußballstadion fahren lässt. In Asi mit Niwoh ironisiert Zeltinger das eigene Image, indem er sich als jemand beschreibt, der „Lyrik auf dem Klo“ lese und der Band das Abendessen mache, nachdem er Kritikern „die Fresse poliert“ habe.
Eine Reihe von Zeltingers Liedern haben Homosexualität in einer Deutlichkeit zum Gegenstand, die für die 1970er- und 1980er-Jahre ungewöhnlich war. Beispiele dafür sind Kölsche Junge („Wir bleiben unserm Grundsatz treu: schwul, pervers und arbeitsscheu“), Manfred, der Tuntensong und Tiger, ursprünglich ein US-amerikanischer Rock-’n’-Roll-Song von Fabian, für den Zeltinger einen deutschsprachigen Text schrieb, in dem ein Schwuler mit einem Jüngling tanzt und auf ihn aufpasst „wie ein Tiger“. Für seine Version von Er war gerade 18 Jahr, eine in Ich-Perspektive gehaltene Erzählung über die Liebesnacht einer 36-jährigen Frau mit einem 18-jährigen Mann, übernahm Zeltinger den Text der Dalida-Version von 1973 unverändert, sodass daraus die Geschichte der Liebesnacht eines älteren Mannes mit einem 18-Jährigen wurde.

## Rezeption
Zeltinger etablierte neben BAP den Kölschrock. Sein Verdienst sei, dass er wie kein anderer das Schwulsein in die Machodomäne des Hardrocks integriert und diese damit tendenziell umgekrempelt habe. 2018 drehte der Filmemacher Oliver Schwabe die Dokumentation Asi mit Niwoh – Die Jürgen Zeltinger Geschichte. Der Film hatte im Oktober 2018 beim Film Festival Cologne Premiere und startete am 7. Februar 2019 in den deutschen Kinos.

## Diskografie

### Als Solokünstler
- 1992: Solo Plaat (als Zeltinger)
- 2003: Kölsch Jeföhl – De Plaat solo

### Mit der Zeltinger Band
- 1979: De Plaat im Roxy & Bunker live
- 1981: Schleimig
- 1982: Der Chef
- 1987: Schon wieder Live!
- 1988: Weder Mensch noch Tier
- 1989: Ich bin ein Sünder
- 1993: Asi mit Niwoh – Das Beste aus 15 Jahren
- 1993: Rares für Bares
- 1994: Scheiße!
- 1996: Faktor Z
- 2002: Freunde für’s Leben
- 2003: Voila! Leck ens am Arsch
- 2005: Mit nacktem Arsch und Rock 'n' Roll
- 2006: Alter Wein in neuen Schläuchen
- 2008: Geschmack, Charakter, Zeltinger (30 Jahre Wahnsinn in Vollendung) (Doppel-CD)
- 2008: Nur Kölsch und Schnaps (The Best Of The Rest)
- 2010: Die Rückkehr des Retters
- 2014: Avjespeck! (als Zeltinger/Kleimann)
- 2017: Krank!